# 버진 그룹

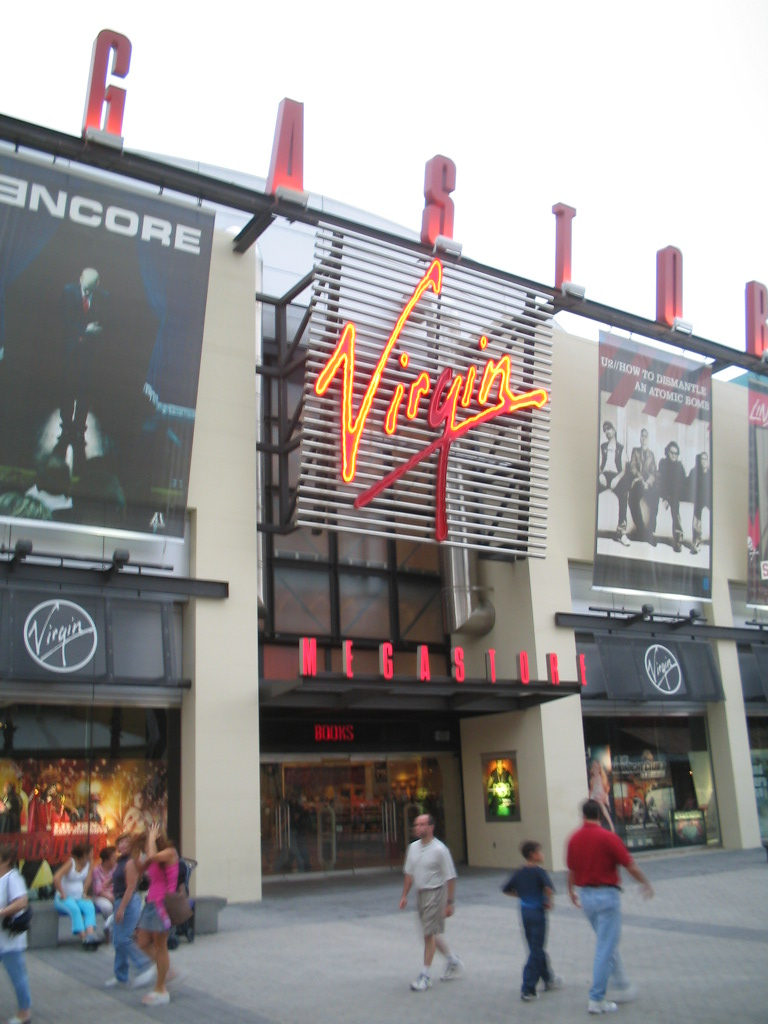

버진 그룹(영어: Virgin Group)은 리처드 브랜슨이 창립하여 항공 사업, 미디어 사업, 관광 사업등 6개의 사업 부문과 약 20여개의 법인으로 구성된 영국의 기업 집단으로 본사는 영국 런던에 위치해 있다.

## 계열사
아래는 버진 그룹의 계열사 목록이며, 사업분야에 따라 분류하였다.
- 버진 액티브
- 버진 열기구
- 버진 책
- 버진 드링크
  - 버진 콜라
  - 버진 보드카
  - 버진 와인
- 버진 익스팬스 데이
- 버진 헬스 뱅크
- 버진 바우처
- 버진 아메리카
- 버진 애틀랜틱 항공
  - 버진 버케이션
- 버진 오스트레일리아 홀딩스
  - 버진 오스트레일리아
  - 버진 사모아
- 버진 갤럭틱
- 버진 하이퍼루프
- 버진 할리데이
  - 트래블 시티 다이랙트
- 버진 리미트 에디션
  - 네트리어
  - 네커 아이슬란드
  - 캔싱턴 루프 가든
  - 울사바라
- 버진 오토바이
- 버진 오션
- 버진 트레인
- 버진 메가스톤
- 버진 레코드
- V2 레코드
- V 페스티벌
  - V 페스티벌 오스트레일리아
  - 버진 페스티벌
  - V 페스티벌 영국
- 버진 크래딕 카드
- 버진 그린펀드
- 버진 머니
  - 처치 하우스 트러스트
  - 노던 록
- 버진 유나이티
- 버진 미디어
- 버진 미디어 영국
- 버진 모바일 오스트레일리아
  - 버진 브로드밴드 오스트레일리아
- 버진 모바일 캐나다
- 버진 모바일 프랑스
- 버진 모바일 인도
- 버진 모바일 남아프리카
- 버진 모바일 USA
- 버진 프로듀스
- 버진 라디오 프랑스
  - 캐나다
    - 토론토
    - 벤쿠버
    - 몬트리올
    - 캘거타
    - 애든먼턴
- 버진 라디오 이탈리아
- 버진 라디오 두바이
- 버진 라디오 터키
- 버진 라디오 요르단
- 버진 코믹
- 버진 헤븐
- 버진 리무진
- 오울 FM
- 에어 나이지리아
- 버진 레이싱
- 라디오 (오타와)
- 라디오 (UK)
  - 앱솔루트 클레식 록
  - 버진 라디오 그루브
  - 앱솔루트 액스트리미엄
- 바이 아트 홈

### 과거 소속 법인
- 버진 브랜든
- 버진 자동차
- 버진 관광
- 버진 영화관
- 버진 크로스 컨츄리
- 버진 디지털
- 버진 전자
- 브이 오스트레일리아
- 퍼시픽 블루 항공
- 버진 썬에어
- 버진 익스프레스
- 버진 인터렉티브
- 제이비 엔터테인먼트 그룹
- 버진 머니 USA
- 라디오 프리 버진